# Lý Tổ Nga
Lý Tổ Nga (chữ Hán: 李祖娥) là hoàng hậu của Bắc Tề Văn Tuyên Đế Cao Dương trong lịch sử Trung Quốc. "Bắc Tề Thư. Văn Tuyên Lý Hậu truyện" đã miêu tả Lý Tổ Nga là người "đẹp người đẹp nết." Trong cuốn "Lão Hồ Đàm Lịch Đại Giai Nhân Ký" của Nga Hồ Dật Sỹ thời Thanh có miêu tả: "Cao hậu Lý Tổ Nga sắc đẹp và tài đức đều vẹn toàn", đã xếp Lý Tổ Nga, Tây Thi, Chiêu Quân, Trương Yên, Trương Bảo là "Ngũ đại mỹ nữ" thật sự trong lịch sử Trung Quốc. Nga Hồ Dật Sỹ cho rằng Lý Tổ Nga "bất hạnh sinh vào cuối thời Bắc Tề, lại được gả cho nhà họ Cao không biết lễ nghĩa, chịu sự ô nhục, thậm chí chịu cuộc đời đau khổ." Còn hậu thế cũng vì thế mà quên đi sắc đẹp tuyệt trần của Lý Tổ Nga, kỳ thực Lý Tổ Nga có nhan sắc "thu ba thiện lãi, thần quang động nhân", và là nhan sắc hiếm có từ trước đến nay.

## Tiểu sử
Cha của Lý hoàng hậu là Lý Hi Tông (李希宗). Xuất thân từ Triệu Quận (趙郡) (nay là Thạch Gia Trang, Hà Bắc). Không rõ thời gian chính xác khi Lý Tổ Nga kết hôn với Cao Dương, con trai thứ hai của Cao Hoan, chỉ biết đó là khi Cao Dương còn là Tề quận vương dưới thời Đông Ngụy Hiếu Tĩnh Đế, lúc đó bà có tước hiệu vương phi. Lý vương phi hạ sinh hai con trai là Cao Ân và Cao Thiệu Đức (高紹德). Năm 549, Cao Dương giành quyền nhiếp chính Đông Ngụy sau khi anh trai ông là Cao Trừng đã bị một nô bộc là Lan Kinh sát hại. Năm 550, Cao Dương soán ngôi Đông Ngụy, lập ra Bắc Tề, trở thành Bắc Tề Văn Tuyên Đế.

## Hoàng hậu
Mặc dù Văn Tuyên Đế là người Hán bị Tiên Ti hóa, song cũng giống như cha Cao Hoan, ông xem mình là người Tiên Ti thay vì người Hán. Thậm chí ông còn đi xa hơn cha khi xem nhẹ các truyền thống của người Hán, không muốn thực hiện chúng. Cao Đức Chính và một viên quan khác là Cao Long Chi (高隆之) do muốn lấy lòng Đoàn Thiệu (段韶) nên đã đề xuất Cao Dương lập em gái của Đoàn Thiệu, đang là một người thiếp, làm hoàng hậu. Văn Tuyên Đế đã không làm theo lời khuyên của họ, ông đã lập chính thất Lý Tổ Nga làm hoàng hậu và lập con trai do bà sinh ra là Cao Ân làm hoàng thái tử.
Văn Tuyên Đế ban đầu vẫn tỏ ra là minh quân, nhưng dần dần thay đổi. Ông trở nên bạo lực và cư xử thất thường. Văn Tuyên Đế mắc chứng nghiện rượu, thường sử dụng bạo lực với các phi tần nhưng không động chạm đến Lý hoàng hậu. Một lần khi viếng thăm gia đình Lý hoàng hậu, Văn Tuyên Đế lên cơn, bắn một mũi tên vào nhạc mẫu Thôi thị (mẹ của Lý hoàng hậu) và đánh roi bà. Mặc dù, Văn Tuyên Đế trở nên điên loạn và thất thường, thường xuyên ngược đãi, giết hại các phi tần, nhưng vẫn dành sự tôn trọng đối với Lý hoàng hậu.

## Hoàng thái hậu
Vào mùa thu năm 559, Văn Tuyên Đế lâm trọng bệnh, các sử gia tin rằng căn bệnh bắt nguồn từ chứng nghiện rượu của ông. Ông nói với Lý hoàng hậu: "Một con người sẽ sinh rồi tử, nên không có gì phải hối tiếc, song con trai Cao Ân của chúng ta còn quá trẻ, và người khác sẽ đoạt lấy ngai vàng của nó." Ông ta nói với Cao Diễn: "Hãy tiến lên và đoạt lấy ngai vàng, song đừng giết nó!" Tuy nhiên, Văn Tuyên Đế đã không thay đổi thứ tự kế vị, và sau khi ông ta băng hà, Cao Ân đăng cơ kế vị, tức Bắc Tề Phế Đế. Lý Tổ Nga trở thành hoàng thái hậu.
Tuy nhiên nội bộ triều đình bấy giờ nảy sinh ra tranh chấp. Việc triều chính lúc này do Khai Phong vương Dương Âm (楊愔), Bình Tần vương Cao Quy Ngạn (高歸彥), Yên Tử Hiến (燕子獻), và Trịnh Di (鄭頤) quản lý. Thái hoàng thái hậu lúc đó là Lâu Chiêu Quân ở một mức độ nhất định muốn Cao Diễn làm hoàng đế, song khi đó hành động này không có đủ sự ủng hộ.
Tình hình càng trở nên căng thẳng khi một cộng sự của Dương Âm tên là Khả Chu Hồn Thiên Hòa (可朱渾天和) bị thuyết phục rằng Phế Đế sẽ không được an toàn cho đến khi hai hoàng thúc bị trừ khử. Cùng với đó, Yên Tử Hiến nghĩ đến việc quản thúc tại gia đối với Lâu thái hoàng thái hậu do bà vẫn nắm giữ nhiều quyền lực và buộc thái hoàng thái hậu phải trao quyền của mình cho Lý thái hậu. Trong khi đó, Dương Âm đã tiến hành một kế hoạch tái tổ chức chính quyền nhằm tinh giản các chức vụ và tước hiệu không cần thiết và để loại bỏ các quan lại bất tài. Các quan lại chịu tổn thất từ các hành động của Dương Âm đã trở nên bất mãn và họ trở nên hi vọng rằng Cao Diễn hoặc Cao Đam sẽ có hành động và bắt đầu khuyến khích hai người này làm như vậy. Dương Âm đã tính đến việc đưa Cao Diễn và Cao Đam ra ngoài kinh thành để làm châu mục, song Phế Đế ban đầu đã không chấp thuận. Dương Âm viết một tấu trình cho Lý thái hậu để xin bà cho quyết định, Thái hậu đã hỏi ý của Lý Xương Nghi (李昌儀) song người này lại để lộ tin tức cho Lâu thái hoàng thái hậu. Thái hoàng thái hậu đã thông báo cho hai hoàng thúc, và họ đã mưu tính về một cuộc phục kích cùng với Cao Quy Ngạn và các tướng Hạ Bạt Nhân (賀拔仁) và Hộc Luật Kim tại một buổi lễ mà Cao Diễn có một chức vụ lễ nghi. Dương Âm, Khả Chu Hồn Thiên Hòa, Yên Tử Hiến, Trịnh Di và Tống Khâm Đạo (宋欽道) đều bị đánh đập dữ dội và bị bắt. Cao Diễn và Cao Đam sau đó tiến vào hoàng cung và công khai buộc tội Dương Âm cùng các cộng sự; Dương Âm và các cộng sự bị hành quyết, và Cao Diễn nắm quyền kiểm soát triều đình. Ngay sau đó, Cao Diễn đã nắm giữ chức vụ ở Tấn Dương và kiểm soát triều đình từ xa.

## Chiêu Tín hoàng hậu
6 tháng sau, Lâu thái hoàng thái hậu ra chiếu chỉ phế ngôi hoàng đế của Cao Ân. Hoàng thúc Cao Diễn nối ngôi, tức Bắc Tề Hiếu Chiêu Đế. Lý Tổ Nga lúc này không còn danh vị hoàng thái hậu, nhưng lại trở thành Chiêu Tín hoàng hậu (昭信皇后) (vì bà sống ở cung Chiêu Tín). Năm 561, con trai bà là Phế Đế Cao Ân bị giết.
Hiếu Chiêu Đế qua đời năm 561, hoàng đệ Cao Đam nối ngôi, tức Bắc Tề Vũ Thành Đế. Vào một thời điểm nào đó sau khi đăng cơ, ông bắt đầu buộc Lý Tổ Nga phải quan hệ tình dục với mình, đe dọa rằng sẽ giết chết kì tử Thái Nguyên vương Cao Thiệu Đức (高紹德) của bà nếu bà không chấp thuận. Cuối cùng, Lý Tổ Nga mang thai, và do xấu hổ nên bà bắt đầu từ chối nhìn mặt Cao Thiệu Đức. Cao Thiệu Đức sau đó đã phát hiện ra việc mẹ mang thai và trở nên phẫn nộ. Đến khi sinh hạ một nữ nhi vào khoảng tết năm 563, Lý Tổ Nga đã ném bé gái đi, gây ra cái chết cho đứa bé. Khi Vũ Thành Đế biết chuyện, ông trở nên nổi giận, và ông nói, "Vì nhà ngươi sát hại con gái ta, ta sẽ giết con trai ngươi." Vũ Thành Đế triệu Cao Thiệu Đức đến và giết chết người cháu này trước mặt Lý Tổ Nga. Bà than khóc rất nhiều, do tức giận, Vũ Thành Đế đã lột bỏ y phục của bà và đánh bà. Bà bị chấn thương nặng song cuối cùng đã hồi phục, Vũ Thành Đế đã trục xuất bà ra khỏi cung làm ni cô.
Năm 577, Bắc Chu tiêu diệt Bắc Tề. Lý Tổ Nga theo hoàng tộc Bắc Tề đến Trường An (kinh đô Bắc Chu). Hoàng tộc họ Cao của Bắc Tề đều bị thảm sát bởi Bắc Chu nhưng bà được tha mạng, không bị gì. Đến năm 581, Bắc Chu diệt vong, Nhà Tùy thành lập, Tùy Văn Đế ân chuẩn cho bà rời khỏi Trường An, quay về nhà cha mẹ ở Triệu Quận. Từ đó, không còn ghi chép lịch sử nào về Lý Tổ Nga nữa, không biết khi nào bà qua đời.